# Покрівельна черепаха ассамська
Покрівельна черепаха ассамська (Pangshura sylhetensis) — вид черепах з роду Покрівельна черепаха родини Азійські прісноводні черепахи.

## Опис
Загальна довжина карапаксу досягає 20 см. Голова невелика. Шкіра на задній частині голови поділена на слабко помітні щиточки. Карапакс овальний, дахоподібний з серединним кілем. Пластрон подовжений, овальний, зазубрений ззаду. Кінцівки мають збільшені щитки.
Голова коричнева з поперечними жовтими смугами на задній частині і жовтою смугою вздовж нижньої щелепи. Шия коричнева з блідо—жовтими або кремовими смужками. Карапакс оливково—коричневого кольору, більш блідого уздовж кіля. Пластрон і перетинка забарвлені мінливо: від жовтого кольору з великими темно—коричневими або чорними плямами на кожному щитку, до повністю коричневого. Кінцівки коричневі.

## Спосіб життя
Полюбляє струмки, ріки в горбистій місцевості. Активна вночі. Харчується земляними черв'яками, молюсками, водними комахами, креветками, дрібною прісноводною рибою, рослинами.
Самиця відкладає від 6 до 12 яєць. Інкубаційний період триває 3—4 місяці.

## Розповсюдження
Мешкає у східному Бангладеш, північно-східній Індії, зокрема у штаті Ассам. Звідси походить назва цієї черепахи.